# Gouinia ramosa
Gouinia ramosa är en gräsart som beskrevs av Jason Richard Swallen. Gouinia ramosa ingår i släktet Gouinia och familjen gräs. Inga underarter finns listade i Catalogue of Life.